# 行刑队枪决
行刑队枪决（英語：execution by firing squad）是一种死刑的执行方式，在战时的军法审判中较为常见。作为枪决的一种，是槍決的一種形式。在战争期间，军事法庭往往会对犯人动用行刑队执行死刑，一般罪名有逃兵、间谍、谋杀、叛乱和叛国等。
這種行刑方法，在西方世界被死囚視為較有尊嚴的執行方式，通常用在將領、貴族、政治犯，而非作奸犯科的平民。因此有部分犯下大屠殺惡行的戰犯，法庭都有意不用行刑隊槍決，而採用與一般罪犯相同的絞刑。例如前伊拉克總統侯赛因被判決死刑後，曾經要求行刑隊槍決，但被拒絕，最後採用絞刑。

## 執行歷史

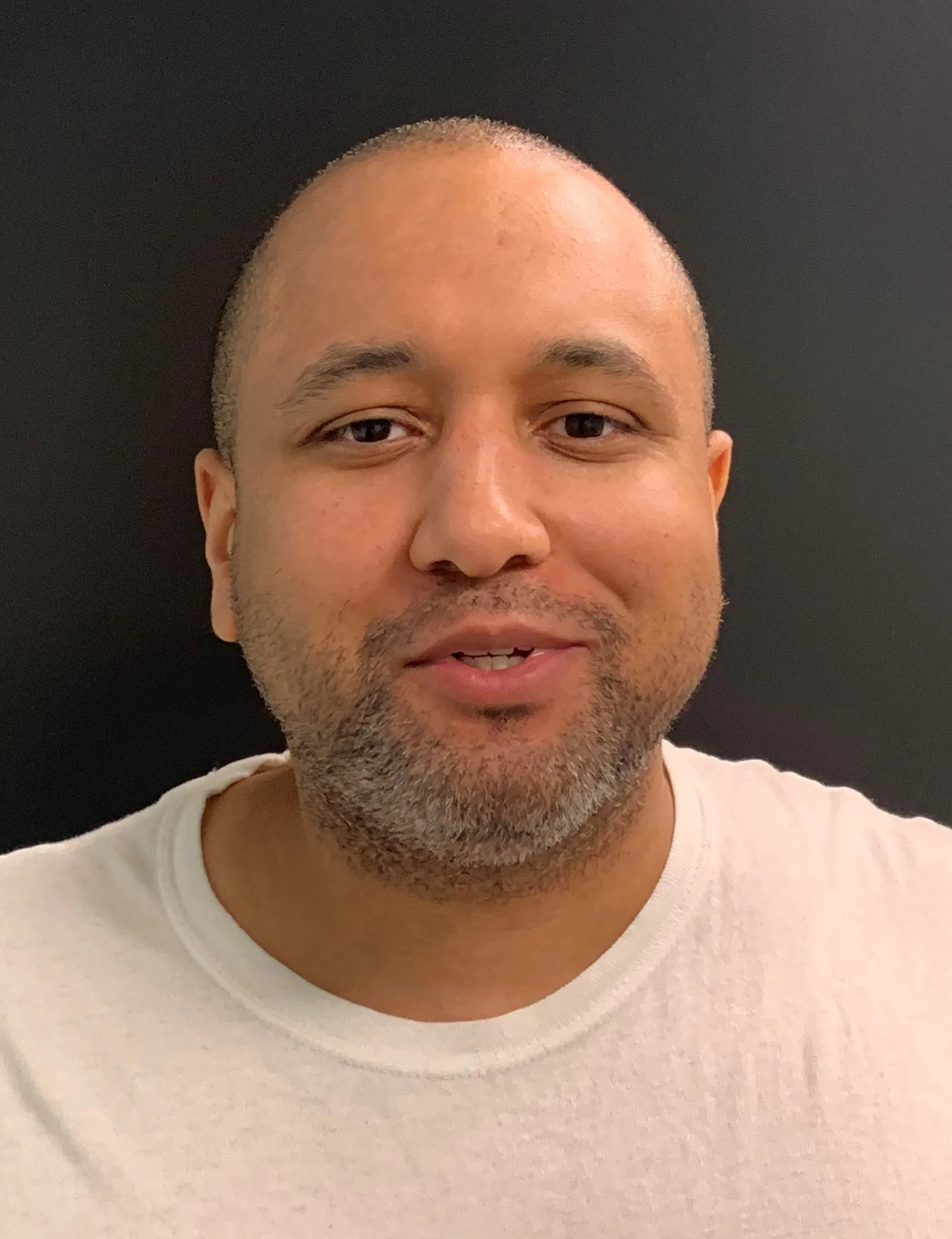
米卡爾·馬赫迪是最近被槍決的美國罪犯。 2004 年，馬赫迪在南卡羅來納州卡爾霍恩縣的家中殺害了警察詹姆斯·邁爾斯，並於 2025 年 4 月 11 日被處決。

极个别情况下，受刑人本身有显赫的军事头衔，会获准自己下令开火，例如法国元帅，法国大革命和拿破仑战争期间的军事指挥官，埃尔欣根公爵米歇尔·内伊。
中國史上，國民政府領導人蔣介石曾發動四一二事件（又稱「清黨」），拘捕了上海的中共黨員並由軍統局等情治組織集中秘密槍決；後來在抗日戰爭時，日軍曾大規模對占領區內的反抗群眾集體槍決；而在中共黨史上的延安整風運動、鎮反運動、反右運動、文革等時期，各地發生了多起集體槍決事件；此外在整風運動和文革時期曾發生「假槍斃」的震懾手段，是指槍手故意打偏目標（或使用空包彈），但着彈點極為接近受刑人頭部或軀體，並伴隨著震耳欲聾的槍聲讓受刑人產生無法磨滅的恐懼，以迫使其就範；另外在1980年代的「嚴打」行動中，也有以行刑隊集體槍決犯人的事件。柬埔寨在赤柬統治時期，以行刑隊集體槍決也是常見的屠殺手法。
自1977年美國恢復死刑以來，已有五名死刑犯被槍決，其中四人在猶他州（加里·吉爾摩，1977年，約翰·阿爾伯特·泰勒，1996年，羅尼·李·加德納，2010年），兩名在南卡羅來納州（布拉德·西格蒙，2025年3月7日，米卡爾馬赫，2025年4月11日）。 愛達荷州、密西西比州和俄克拉荷馬州是另外三個提供這種死刑執行方式的州，但這些州從未發生過這種死刑執行方式。
蘇聯的十月革命成功推翻沙俄政權後，沙皇尼古拉二世家族被布爾什維克黨人帶往葉卡捷琳堡一處密室集中槍決；後來在列寧統治前期剷除反革命份子、史達林時代的大清洗及卡廷大屠殺事件中，契卡、內務人民委員部、克格勃的特務也將反動份子、戰俘集中槍決；同時蘇聯曾存在的古拉格設施中，以行刑隊集體槍決的對象多為政治犯、戰俘等等。
2014年中東發生伊斯蘭國在伊拉克、敘利亞境內發動的大規模恐怖活動，並將數批原屬敘利亞政府軍與庫德族的戰俘集體槍決。

## 執行方法
行刑队通常由一队槍手组成，這些槍手的身分可以是警察、士兵或軍官等，所有槍手会根据长官指令同时开枪，也可以以避免开第一枪的人承担「劊子手的心理压力」，有時只有一到數位槍手是實彈，其他多數槍手都是空包彈。這也是避免「劊子手的心理压力」的好方法。然而，熟練的射手仍有機會從開槍時產生的後坐力、聲音等因素，判斷出自己的槍支所發射的到底是空包彈還是實彈。
由于子弹穿过头部，往往造成血液與腦漿並流，令人不适的景象，也會讓死者的面目全非，长官一般会命令行刑队瞄准心脏。
多數情況下，长官會決定將死囚以眼罩或布條蒙住眼睛，或直接布袋蒙頭，以減輕死囚的恐懼。死囚通常會被捆綁或銬住手腳，以站姿接受處決。